# Péter Farkas
Péter Farkas (14 agosto 1968) è un ex lottatore ungherese, specializzato nella lotta greco-romana.

## Palmarès

### Olimpiadi
- 1 medaglia:
  - 1 oro (Barcellona 1992 nei pesi medi)

### Mondiali
- 2 medaglie:
  - 2 ori (Ostia 1990 nei pesi medi; Varna 1991 nei pesi medi)

### Europei
- 2 medaglie:
  - 1 oro (Aschaffenburg 1991 nei pesi medi)
  - 1 argento (Budapest 1996 nei pesi medi)